# 13729 Nicolewen
13729 Nicolewen este un asteroid din centura principală de asteroizi.

## Descriere
13729 Nicolewen este un asteroid din centura principală de asteroizi. A fost descoperit pe 14 septembrie 1998 la Socorro, New Mexico, în cadrul proiectului LINEAR. Asteroidul prezintă o orbită caracterizată de o semiaxă mare de 2,33 ua, o excentricitate de 0,07 și o înclinație de 3,9° în raport cu ecliptica.